# Straszny film
Straszny film (ang. Scary Movie) – film produkcji amerykańskiej z 2000 roku. Parodia kina grozy, łączący elementy czarnej komedii i horroru. Mimo iż autorzy nadali mu raczej żartobliwą formę, pełno w nim scen przemocy i grozy. Motywem przewodnim filmu jest polowanie na seryjnego mordercę, dokonującego brutalnych mordów na terenie małego i spokojnego amerykańskiego miasteczka. Widać wyraźne nawiązanie do horrorów, takich jak Krzyk, Koszmar minionego lata i Blair Witch Project. Oprócz tego znalazły się w nim parodie m.in. Szóstego zmysłu, Matrixa czy Podejrzanych.
Dotychczas film doczekał się czterech sequeli: Straszny film 2 (2001), Straszny film 3 (2003), Straszny film 4 (2006), oraz Straszny film 5 (2013).

## Fabuła
Dziewczyna, imieniem Drew Decker (Carmen Electra), spędza samotny wieczór w domu. Kiedy praży kukurydzę, dzwoni telefon. Drew odbiera, a tajemniczy głos pyta ją, czy lubi straszne filmy. Następnie anonimowy rozmówca informuje dziewczynę, że ją obserwuje. Mężczyzna pojawia się w domu Drew w misternej masce i kostiumie halloweenowym, a następnie atakuje swoją ofiarę. Po krótkim pościgu, dźga ją nożem w pierś, zanim Drew przypadkiem nie zostaje potrącona przez swojego ojca, który wraca do domu. Zabójca morduje Drew.
Następnego dnia w miejscowej szkole zjawiają się telewizyjni reporterzy. Jednym z nich jest ciekawska Gail Hailstorm (Cheri Oteri), autorka książki „Ty jesteś martwy, a ja bogata”. Poznajemy też główną bohaterkę filmu, Cindy Campbell (Anna Faris), oraz jej przyjaciół – zadziorną Brendę Meeks (Regina Hall), jej chłopaka Raya Wilkinsa (Shawn Wayans), piękną Buffy Gilmore (Shannon Elizabeth), głupkowatego Grega Phillipe'a (Lochlyn Munro) i chłopaka Cindy Bobby’ego Prinze'a (Jon Abrahams). Cindy, usłyszawszy o zabójstwie Drew, w rozmowie ze swoimi przyjaciółmi nawiązuje do tragicznego w skutkach wydarzenia z ubiegłego halloween, kiedy to grupa, wracając z imprezy, podczas szaleńczej jazdy należącym do ojca Grega czarnym BMW 540i potrąciła mężczyznę, a jego zwłoki wyrzuciła do morza. Tamtej nocy Greg rozkazał współwinnym nigdy nie mówić nikomu o tym zdarzeniu.
Siedząc i nudząc się na zajęciach lekcyjnych, Cindy spostrzega na swojej ławce liścik, którego nadawca przekazuje, że wie, co bohaterowie zrobili podczas minionego święta halloween.
Podczas miejskiego konkursu piękności, Buffy wykonuje pokaz umiejętności aktorskich. W trakcie jej występu na scenie, Greg, stojąc na balkonie nad widownią, zostaje zamordowany. Dziewczyna stara się ostrzec widzów, lecz wszyscy jej starania odbierają jako część występu, a zachwyceni jurorzy ostatecznie przyznają Buffy tytuł Miss Nastolatek.
Po powrocie z konkursu piękności, Cindy zostaje zaatakowana przez mordercę, jednak wzywa policję i psychopacie udaje się zbiec z miejsca ataku. W momencie ucieczki zabójcy w domu Cindy zjawia się Bobby z nożem. Bobby zostaje aresztowany, a Cindy zabrana na komisariat policji, gdzie pracuje niedorozwinięty umysłowo brat Buffy, Doofy (Dave Sheridan). Buffy zabiera Cindy do swojego domu, gdzie nastolatka spędza noc. Dostaje telefon od mordercy, który tłumaczy jej, że to nie Bobby jest winny. Następnego dnia Buffy zostaje zamordowana w szkole.
Brenda i Ray wybierają się do kina na Zakochanego Szekspira. Zanim film się zaczyna, Ray wybiera się do toalety, gdzie zostaje ranny. Po pewnym czasie morderca powraca na salę kinową, by zamordować Brendę, jednak rozwścieczeni widzowie, którym przez cały czas trwania filmu przeszkadzały rozmowy Brendy, mordują ją pierwsi.
W domu Cindy odbywa się impreza, na której zjawiają się między innymi Bobby i brat Brendy, Shorty (Marlon Wayans). Bobby i Cindy wybierają się na górę, gdzie uprawiają seks. Po odbyciu stosunku, w domu pojawia się morderca, który atakuje Bobby’ego i dźga go w brzuch. Następnie rusza w kierunku Cindy, jednak ta w porę zbiega na parter. Wyciąga z szuflady broń, gdy na dół schodzi zakrwawiony Bobby. Pojawia się również Shorty i informuje parę, że w domu jest psychopata. Wtedy Bobby, po odebraniu Cindy pistoletu, strzela do Shorty'ego. W domu zjawia się Ray, a Cindy dowiaduje się, że to on i Bobby są zabójcami. Okazuje się, że motywacją dla młodych przestępców jest brak fabuły w popularnych horrorach, takich jak Krzyk czy Koszmar minionego lata. Bobby wyjaśnia również Cindy, że on i Ray są kochankami i chcą rozpocząć nowe życie. Aby zataić swoją winę, Bobby i Ray decydują się wzajemnie podźgać i udawać niedoszłe ofiary fikcyjnego mordercy, lecz zanim Bobby okalecza Raya, zjawia się rzeczywisty zabójca i morduje obydwóch.
Psychopata atakuje Cindy, lecz gdy nagle zjawia się policja, ponownie ucieka. Na posterunku policyjnym Cindy i inspektor dochodzą do wniosku, że mordercą był Doofy, a jego wspólniczką okazuje się być Gail Hailstorm. Doofy zdejmuje mundur policyjny i wskakuje do srebrnego Jaguara XKR Gail, po czym wyrzuca swój plecak. Znajduje go szeryf. Oddaje wyciągnięty z niego nóż i pelerynę Cindy. Ta zostaje potrącona przez samochód, gdy krzyczy NIE! w stronę nieba.

## Obsada
- Anna Faris - Cindy Campbell
- Carmen Electra - Drew Decker, pierwsza ofiara zabójcy
- Lochlyn Munro - Greg Phillippe, chłopak Buffy i druga ofiara
- Shannon Elizabeth - Buffy Gillmore, siostra Doofy'iego i trzecia ofiara
- Andrea Nemeth - Heather, koleżanka grupy z klasy i czwarta ofiara
- Regina Hall - Brenda Meeks, przyjaciółka grupy i piąta ofiara
- Jon Abrahams - Bobby Prinze, chłopak Cindy i szósta ofiara
- Shawn Wayans - Ray Wilkins, chłopak Brendy i siódma ofara
- Marlon Wayans - Shorty Meeks, brat Brendy
- Dave Sheridan - Doofy Gillmore, morderca
- Cheri Oteri - Gail Hailstorm, dziennikarka
- Kurt Fuller - Szeryf
- Rick Ducommun - pan Campbell, ojciec Cindy

## Parodie
- Krzyk – główna parodia.
- Candyman – morderca używa w niektórych scenach haka jako broni.
- Krzyk 2 – postacie Phila Stevensa i Hallie McDaniel oraz śmierć Raya i Brendy w kinie.
- Koszmar minionego lata – scena retrospekcji, w której Cindy, Brenda, Bobby, Ray, Buffy i Greg potrącają mężczyznę, a następnie wrzucają jego zwłoki do wody.
- Blair Witch Project – ucieczka Gail Hailstorm i Kenny’ego przed psychopatą oraz pożegnanie Gail, nagrane na kamerze.
- Matrix – pojedynek mordercy z Cindy.
- Halloween – scena w klasie, w której Cindy wygląda za okno i widzi postać mordercy. Także usunięta scena, w której dziewczyna, w ucieczce przed mordercą, usiłuje dostać się do domu, w którym przebywa Shorty.
- Halloween: 20 lat później – scena w klasie, w której Cindy wygląda za okno i widzi postać mordercy.
- Szósty zmysł – sekwencja, w której Shorty mówi, że „widzi zmarłych”, a z jego ust wydobywa się para.
- American Beauty – rozmowa Cindy i Bobby’ego tuż przed odbyciem stosunku płciowego.
- American Pie, czyli dowCipna sprawa – stosunek płciowy Cindy i Bobby’ego; także cytat „What’s My Name, bitch?!"
- Jezioro marzeń – scenie, w której Bobby kładzie się na Cindy, towarzyszy piosenka I Don't Want to Wait z repertuaru Pauli Cole – motyw przewodni Jeziora marzeń. W tej też scenie w epizodzie pojawia się serialowy Dawson Leery, James Van Der Beek. Także postać ojca Cindy, dealera narkotykowego – ojciec Joey Potter z Jeziora marzeń trudził się tym samym zajęciem.
- Sposób na blondynkę – postać upośledzonego Doofy'ego nawiązuje do filmowego brata Cameron Diaz.
- Podejrzani – wątek kryminalny.
- Piątek 13. – postać Brendy Meeks; dźwięki, które wydobywa z siebie Shorty, chcąc nastraszyć kolegów i mordercę.
- Tom i Jerry – jeden z odcinków, w którym pianino toczy się ze schodów i trafia w ofiarę (babcię/Toma), zabijając ją.
- Buffy: Postrach wampirów – postać Buffy Gilmore.
- Pablo Escobar – ojciec Cindy, dealer narkotykowy, opowiada o swoich interesach z „Wujkiem Escobarem”.
- Koszmar z ulicy Wiązów – erekcja Bobby’ego.
- Słoneczny patrol – scena, w której Drew biegnie przy spryskiwaczach w samej bieliźnie.
- Titanic – seans filmowy w kinie, nawiązanie do dzieła Jamesa Camerona.
- Lśnienie – kiedy twarz ojca Cindy zostaje przytrzaśnięta drzwiami.
- Podejrzani –  kiedy Doofy idzie ulicą, zbliżenie na jego nogi wskazuje, że wcale nie musi kuleć, wsiada do samochodu jako już normalny człowiek. Ponadto wcześniej scena w której Cindy patrząc się na różne elementy wystroju pokoju przesłuchań łączy wątki pomagające jej zidentyfikować Doofiego jako mordercę i upuszcza kubek, który w zwolnionym tempie rozbija się o ziemię

## Box office
| Świat | US$ 278,019,771 |

## Opinie krytyków
Film otrzymał mieszane recenzje; serwis Rotten Tomatoes na podstawie opinii ze 114 recenzji przyznał mu wynik 53%.